# Protuliocnemis biplagiata
Protuliocnemis biplagiata là một loài bướm đêm thuộc họ Geometridae. Nó được tìm thấy ở Indo-Australian tropics phía đông đến Nouvelle-Calédonie (it is not present on the Solomons và Vanuatu).
Ấu trùng ăn các loài Acacia.